# Troyna

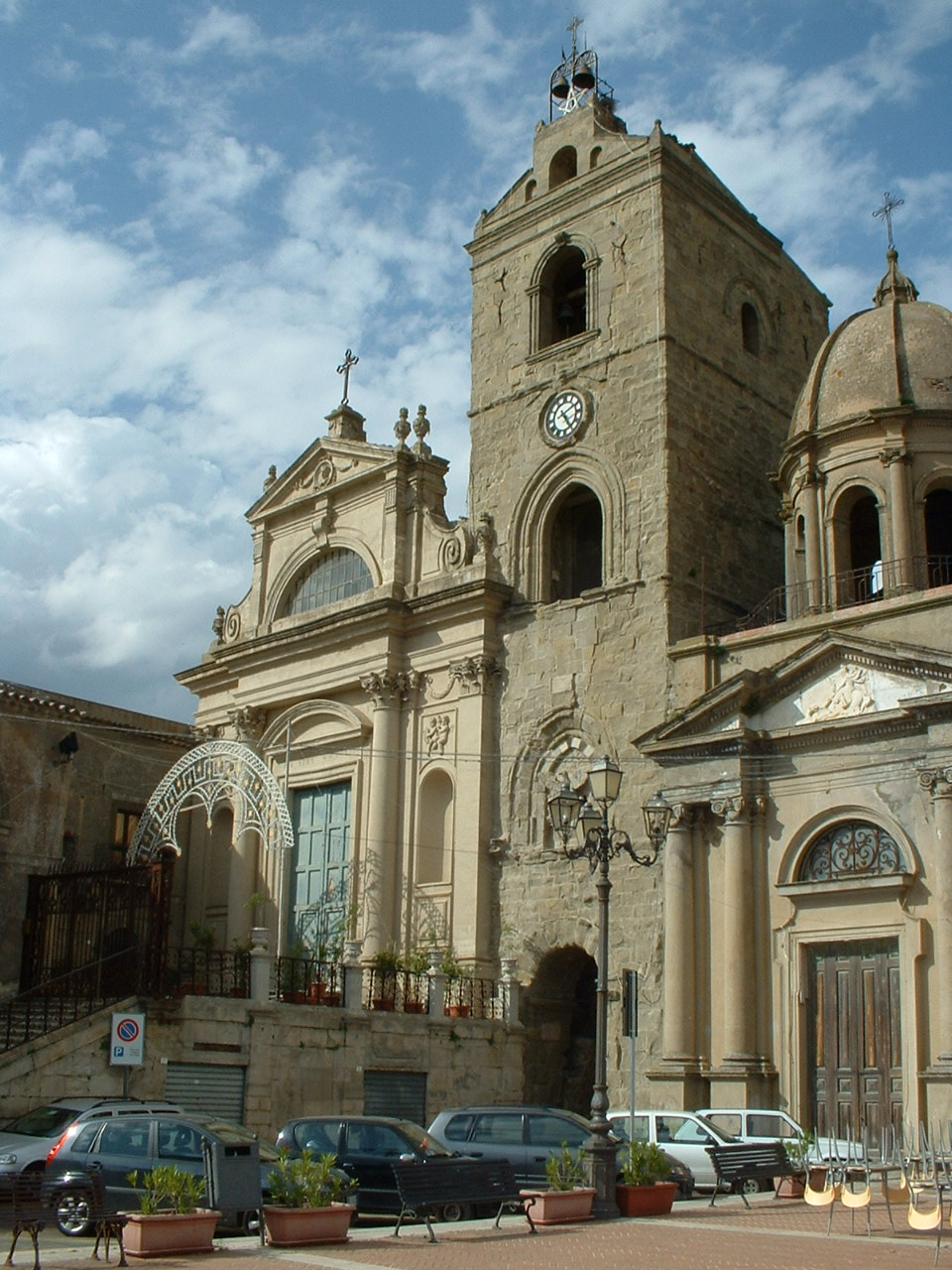
Dawna katedra diecezjalna

Troyna (łac. Diocesis Troyniensis, wł. Diocesi di Troina) – stolica historycznej diecezji w Italii erygowanej w roku 1082, a skasowanej w XIII wieku. 
Współczesne miasto Troina w prowincji Enna we Włoszech. Obecnie katolickie biskupstwo tytularne ustanowione w 1968 przez papieża Pawła VI.

## Biskupi tytularni
| Lp. | Biskup                   | Funkcja                                    | Od                | Do               |
| --- | ------------------------ | ------------------------------------------ | ----------------- | ---------------- |
| 1   | Stefano Ferrando         | emerytowany arcybiskup Shillong (Indie)    | 26 czerwca 1969   | 21 czerwca 1978  |
| 2   | Bonifatius Haushiku      | biskup pomocniczy Windhuk (Namibia)        | 15 listopada 1978 | 14 marca 1994    |
| 3   | José Octavio Ruiz Arenas | biskup pomocniczy Bogoty (Kolumbia)        | 8 marca 1996      | 16 lipca 2002    |
| 4   | Raúl Martín              | biskup pomocniczy Buenos Aires (Argentyna) | 1 marca 2006      | 24 września 2013 |
| 5   | Sebastian Vaniyapurackal | biskup kurialny Ernakulam-Angamaly (Indie) | 1 września 2017   |                  |